# Chepstow
Chepstow (walesiska: Cas-gwent) är en stad och community i Storbritannien.   Den ligger i kommunen Monmouthshire och riksdelen Wales, i den södra delen av landet, 180 km väster om huvudstaden London. Antalet invånare är 12 350.
Staden ligger vid floden Wye som här utgör gräns mellan Wales och England (Gloucestershire). 